# Мухаммед Али — Сонни Листон
Два боя Мухаммеда Али против Сонни Листона за звание чемпиона мира в тяжёлом весе были одними из самых ожидаемых и противоречивых поединков в истории бокса. Второй бой проводился в штате Мэн, поскольку комиссии по боксу всех остальных штатов отказались от предоставления Листону лицензии и не санкционировали бой. Экс-чемпионы мира в тяжёлом весе Джек Демпси и Рокки Марчиано (последний присутствовал в первом ряду вместе с Говардом Коселлом) в осторожной форме высказались о том, что Листон, никогда до того не побывавший даже в нокдауне, «лёг» не от удара Али, который до того никого не нокаутировал с одного удара, а по причинам совершенно иного порядка, ряд авторитетных спортивных обозревателей включая Джимми Кэннона и экс-чемпиона Джина Танни высказались вполне недвусмысленно о том, что поединок имел заранее предопределённый характер, его исход был определён заранее в угоду заинтересованным лицам из числа организаторов мероприятия. Последовали заявления о том, что «бокс закончился» как спорт. Оба поединка официально не носили статуса чемпионского боя. Рефери Джо Уолкотт, который не открывал счёт, посчитав что удара не было, а Листон поскользнулся, отказался от каких-либо комментариев по сути случившегося. Через две недели после второго боя спортивные власти только в трёх штатах признали Али чемпионом, 47 отказались. В итоге, в Конгресс США поступил законопроект о создании Федеральной боксёрской комиссии (Federal Boxing Comission), федерального органа в структуре Министерства юстиции США, который бы положил конец коррупции в профессиональном боксе, но так и не был создан. Расследование, проведённое Антимонопольным подкомитетом Сената США и Нью-йоркской спортивной комиссией во главе с Мелвином Крулевичем установило в качестве вероятных выгодополучателей известных мафиози Джона Витале, Фрэнка Палермо и Фрэнка Митчелла (каждый из которых лично знал Листона). Одним из немногих, кто в те дни безоговорочно признал Али чемпионом и не подвергал его победу сомнению, был знаменитый тренер Кас Д’Амато, чей ученик Флойд Паттерсон должен был вскоре встретиться с Али на ринге.

## Первый бой
К моменту проведения первого поединка Сонни Листон был чемпионом мира, он нокаутировал Флойда Паттерсона в первом раунде в сентябре 1962 года. После такого впечатляющего нокаута многие боксёры избегали встречи с Листоном. Например, Генри Купер говорил, что если в бою победит Клей, то он заинтересуется чемпионским боем с ним, а если Листон, то он не выйдет на ринг. Менеджер Купера Джим Вик говорил: «Мы не хотим встречаться с Листоном даже просто спускаясь вниз по улице».
В противоположном углу был молодой боксёр Клей, любящий внимание прессы и вспышки фотоаппаратов. В то время он был известен под прозвищем «Луисвиллские губы» и выиграл золотую медаль на Олимпийских играх 1960 года. Но неуверенная победа против Дага Джонса и нокдаун в бою против Генри Купера заставляли задуматься, готов ли Кассиус к бою с Листоном. Команда чемпиона была уверена в победе своего подопечного, они хотели использовать яркую личность Клея, чтобы собрать полный зал зрителей, перед которыми Листон его нокаутирует.
Манера Клея не нравилась журналистам, и практически никто не давал ему шансов на победу в чемпионском бою. Джим Мюррей из Los Angeles Times писал: «Единственным соревнованием, в котором Клей может победить Листона, является чтение словаря». Постоянный автор The New York Times Джо Ничолс вообще отказался освещать поединок, объясняя это разницей в классе у боксёров. 43 журналиста из 46 находящихся у ринга отдавали победу Листону.

### Травля «Медведя»
Во время подготовки к бою Клей нанял автобус и ездил перед залом, где тренируется Листон, выкрикивая: «Большой, уродливый медведь». Клей дошёл до того, что ждал Сонни у трапа самолёта, который привёз его на бой в Майами. Он кричал ему: «Чемп! Большой уродливый медведь! Я вздую тебя прямо сейчас!». Он продолжил преследование Листона на машине, когда тот пытался добраться из аэропорта в гостиницу. В конце концов Сонни не выдержал, он выскочил из машины и побежал в сторону Клея. Присутствующие люди из окружения боксёров разняли их, но Клей добился своего и был очень доволен, ему удалось вывести Листона из себя.
В утро перед боем боксёрам предстояло пройти процедуру взвешивания. Анджело Данди и Шугар Рэй Робинсон пытались настроить Кассиуса на серьёзный лад, но Клея было не остановить; приехав задолго до чемпиона, он начал вести себя странно. Он выкрикивал ставшую знаменитой фразу: «Порхай, как бабочка. Жаль, как пчела.» Кассиус продолжил спектакль, когда появился Листон, он смеялся ему в лицо и кричал: «Я съем тебя заживо». В будущих интервью врачи, работавшие на том взвешивании, отмечали возможность кратковременного помешательства у Клея. «Эмоционально нестабильный, напуган до смерти и почти сломавшийся задолго до выхода на ринг» -  так говорили о Кассиусе люди, посетившие взвешивание. Его пульс показал удивительные 110 ударов в минуту, после чего ему дали время успокоиться, и пульс пришёл в норму. Когда у Клея спросили, почему он вёл себя так иррационально, он ответил: «Листон [подумает], что я дурак. Он не боится человека, но его пугает дурак. Теперь он не знает, что я буду делать». После взвешивания он был оштрафован на 2500 долларов за своё поведение.

### Бой
Когда команды боксёров прибыли на арену, то увидели удручающую картину. Огромный зал был полон лишь наполовину, всего 8297 билетов было продано, арена вмещала почти 16000 зрителей. Клей получил 630 тыс. долларов, Листон 1,3 млн. Кассиус присутствовал на бое своего брата Руди, который проходил перед его поединком. После его победы он попросил Руди следить за водой, которую ему будут давать во время боя. Клей опасался того, что друзья Листона из организованной преступности попробуют отравить его. Перед тем, как выйти на ринг он вместе с братом помолился Аллаху.
После стандартных инструкций от рефери Барни Феликса Клей прошептал Листону: «Теперь ты мой, сосунок». Бой начался, и Кассиус принялся кружить вокруг Листона, ускользая от его мощных атак, подспудно проводя свои контратаки. В третьем раунде произошёл перелом в поединке и Клей начал откровенно переигрывать чемпиона. После одной из удачных комбинаций претендента ноги Листона заплелись и он чуть не упал. В полностью проигранном раунде у Сонни открылось рассечение под левым глазом, а также образовалась гематома под правым. Во время четвёртого раунда Клей по прежнему доминировал, но в его концовке случилась одна из самых противоречивых вещей в истории бокса. Внезапно у Кассиуса начались проблемы со зрением, после гонга он подбежал к своему углу со словами: «Я не вижу! Мои глаза!» Он сказал своему тренеру: «Срезай мои перчатки, мы едем домой.» Было совершенно ясно, что что-то попало ему в глаза и вызывает боль. Позднее Данди предположил, что в углу Листона ему что-то намазали на лицо. Эта субстанция попала на перчатки Клею, а затем и на глаза. Репортёр Джек Маккини был более прямолинеен; он утверждал, что слышал, как Листон произнёс фразу: «Смазать перчатки». Данди отверг все просьбы Кассиуса закончить и бой и буквально выгнал его в ринг, сказав: «Иди туда и бегай». К середине раунда зрение Клея полностью восстановилось и он смог продолжить поединок. В шестом раунде претендент пошёл в атаку, после серий из джебов, контрударов и апперкотов Листон зашатался. А два левых боковых удара почти отправили его в нокдаун в конце раунда. Затем случилось, то, что никто не ожидал. Листон сказал своему тренеру: «Это всё». И отказался выходить из своего угла. Бой был закончен на один раунд раньше, чем предсказывал Клей.

### После боя
Клей выбежал в центр ринга с вскинутыми вверх руками, а затем подошёл к репортёрам, предсказавшим его поражение и начал кричать: «Я король! Я король! Я король мира. Съешьте ваши слова! Съешьте ваши слова!» Журналист Ред Смит написал на следующий день: «Никто никогда не имел большего права [сказать то, что сказал Кассиус].» Сразу после окончания поединка у боксёров взяли интервью. Листон был настроен на философский и печальный лад. В частности он сказал, что проиграть чемпионский титул это — «одна из тех маленьких вещей, что случаются с тобой». Он был близок к тому, чтобы расплакаться и произнёс, «что он чувствует себя президентом, получившим пулю». По словам репортёра Морта Шарника, когда Сонни отправился на обследование в больницу «он выглядел, как водитель-дальнобойщик среднего возраста, который попал в аварию». Когда Клей говорил о Листоне, он был на удивление спокойным. А затем потребовал от прессы называть его не иначе, как «Величайшим».

## Второй бой
Практически сразу после первого боя Клей сменил своё имя на Мухаммед Али. Первоначально матч-реванш должен был состояться в ноябре 1964 года и пройти в «Бостон-гарден». Но за 3 дня до проведения поединка у Али обострилась кишечная грыжа и ему пришлось делать операцию. Бой перенесли на 25 мая 1965 года, но на этот раз вмешалась «Массачусетская боксёрская комиссия», которая отказалась санкционировать бой ввиду возможного влияния на результат криминального элемента. Практически сразу молодой мэр Льюистона, штат Мэн предложил провести поединок в своём маленьком городке, предложение было принято. В Льюистоне, на тот момент, проживало 41000 жителей. Он стал самым маленьким городом в истории, в котором проводился бой за звание чемпиона мира в тяжёлом весе с 1923 года, когда жители Шелби, штат Монтана стали свидетелями поединка Джека Демпси и Томми Гибонса. Губернатор штата заявил: «Этот бой — одна из величайших вещей, случавшихся в Мэне».
Антураж Али включал несколько членов «Нации ислама», что создавало напряжённую атмосферу в его лагере. Однажды Анджело Данди поблагодарил женщину из «Нации ислама», прикоснувшись к ней. Спустя некоторое время к Данди направились несколько мужчин и сказали, чтобы он никогда не смел прикасаться к их сестре. Также ходили слухи, что Малкольм Икс подошлёт наёмника, чтобы убить Али (Малкольм Икс покинул «Нацию ислама» и прежде друзья, Али с Малкольмом больше не общались друг с другом). Другие говорили, что Элайджа Мухаммад отправил своих людей к Листону, чтобы сказать, что он должен проиграть, либо его убьют. Атмосфера вокруг боя была некрасивой.
В вечер поединка маленькая арена не была заполнена до отказа, в зале присутствовало 4200 зрителей, тогда как он вмещал 4800. Ставки букмекеров были 9 к 5 в пользу Листона. Али нокаутировал противника меньше чем за две минуты после начала боя. В начале первого раунда Листон атаковал Мухаммеда короткими левыми ударами. Али сумел подловить претендента и нанёс удар правой рукой поверх его левой. Листон рухнул на настил ринга, в неистовстве Али отказался идти в нейтральный угол, склонившись над Листоном он закричал:

Вставай и дерись, лодырь. Ты же у нас такой плохой парень ! Никто не поверит в это !
Оригинальный текст (англ.)Get up and fight, you bum. You're supposed to be so bad! Nobody will believe this!
— Мухаммед Али
Позднее Али отмечал, что хотел, чтобы Листон поднялся, чтобы побить его ещё сильнее и показать, насколько он велик. Судья — бывший чемпион мира Джерси Джо Уолкотт пытался заставить Али отойти в нейтральный угол, вместо этого чемпион танцевал в ринге с поднятыми вверх руками. Затем произошла путаница, Уолкот наконец добился от Али, чтобы он ушёл в нейтральный угол. Всё то время, что судья затратил на это, он не открывал счёт. Листон с трудом поднялся, и бой продолжился, но затем Нэт Флейшнер, редактор журнала «Ринг», неожиданно подозвал судью и сообщил ему, что Листон находился на настиле ринга 17 секунд. Уолкотт развёл боксёров по углам, и бой был официально закончен.
Листон так плохо себя чувствовал, что попросил нюхательной соли, чтобы прийти в себя. Чтобы поддержать Сонни, к нему в раздевалку направился Флойд Паттерсон — человек, дважды побывавший в нокауте от Листона. Тем временем Али давал интервью в ринге. Он сомневался, не упал ли Листон намеренно, но после просмотра видеоповтора пришёл к выводу, что это был хороший удар. Позднее Листон говорил, что удар потряс его, но он не вставал так долго, потому что думал, что Али будет добивать его в тот момент, когда он будет подниматься.